# Fiat 611
Fiat 611 – włoski samochód pancerny z okresu międzywojennego i II wojny światowej. Pojazd był skonstruowany na podwoziu ciężarówki Fiat 611C, trzyosiowej, ale z napędem tylko na dwie tylne osie. Produkcja w zakładach Fiata rozpoczęła się w 1934.
Powstało 10 sztuk pojazdu, z tego pięć uzbrojonych w armatę 37 mm Vickers-Terni L/40 w wieży i strzelający do tyłu karabin maszynowy 6,5 mm Breda Mod. 30 w kadłubie, oraz pięć uzbrojonych w dwa niezależne karabiny maszynowe Breda Mod. 30 z przodu wieży i jeden strzelający do tyłu w kadłubie.
Fiat 611 okazał się bardzo powolny, był używany we wschodniej Afryce, w tym w Etiopii.